# Rainer Genss
Rainer Genss ist ein deutscher Solotänzer.

## Leben und Wirken
Genss war Kreismeister im Geräteturnen, als er im Alter von 13 Jahren sein Interesse am Ballett entdeckte. Nach erfolgreicher Absolvierung der Ballettschule in Leipzig wurde er 1976 Solotänzer im Ballett des Berliner Friedrichstadtpalastes. In der DDR war er maßgeblich daran beteiligt, dem erotischen Tanz dessen negatives Image zu nehmen. Kristina Merkel war lange Zeit seine Tanzpartnerin, 1984 trat das Tanzpaar bei der Eröffnungsveranstaltung des neuen Friedrichstadtpalastes auf.
Unmittelbar nach der Wiedervereinigung endete seine Karriere. 1997 tanzte Genss am Theater am Kurfürstendamm in dem Musical Wilhelm heeßt er.

## Filmographie
- 1975/76: Das unsichtbare Visier, Folgen Rätsel des Fjords, Depot im Skagerrak, Sieben Augen hat der Pfau
- 1978: Ursula

## Ehrungen
- 1988: Kunstpreis der Deutschen Demokratischen Republik